# Wojewódzki ośrodek postępu rolniczego
Wojewódzki ośrodek postępu rolniczego – jednostka organizacyjne wojewody, powołana z zadaniem wdrażania i upowszechniania postępu rolniczego w stosunku do rolników indywidualnych. Ośrodek stanowił ogniwo pośrednie między nauką a praktyką rolniczą, z zadaniem adaptowania, dostosowania i przekazywania dorobku nauk rolniczych do rolnictwa i na obszary wiejskie.

## Powstanie wojewódzkich ośrodków postępu rolniczego
Wojewódzkie ośrodki postępu rolniczego powołane zostały uchwałą Rady Ministrów z 1975 r. Ośrodki powstały na bazie rolniczych rejonowych zakładów doświadczalnych, które funkcjonowały w latach 1956–1974. Powołanie ośrodków nastąpiło w związku z wprowadzeniem dwustopniowego podziału administracyjnego kraju i wyłonieniem 49 nowych województw.
Proces tworzenia ośrodków przebiegał dwufazowo; województwa które miały na swoim terytorium rolnicze rejonowe zakładały doświadczalne, utworzyły wojewódzkie ośrodki postępu rolniczego. Natomiast 31 województw (poza woj. elbląskim) pozbawionych zakładów, funkcjonowały jako filie jednostek macierzystych. Nowe siedziby WOPR zakładano w miejsce istniejących ośrodków szkolenia rolniczego, zespołów szkół rolniczych lub państwowych gospodarstw rolnych. Proces tworzenia samodzielnych WOPR trwał 5–6 lat. Każdy wojewódzki ośrodek postępu rolniczego posiadał własne gospodarstwo rolne. Powierzchnia tych gospodarstw rolnych była mocno zróżnicowana i wahała się od 150 ha (woj. jeleniogórskie) do 6,5 tys. ha użytków rolnych (woj. koszalińskie). Gospodarstwa rolne WOPR prowadzone były w oparciu o system ekonomiczno-finansowy PGR i obowiązujący tam zbiorowy układ pracy.

## Zadania wojewódzkich ośrodków postępu rolniczego
Uchwała Rady Ministrów z 1975 r. stanowiła, że do zadań ośrodków należy rozwijanie i wdrażanie do produkcji rolniczej, nowych metod gospodarowania, upowszechniania wiedzy i postępu rolniczego, szkolenia i doskonalenia zawodowego kadr zatrudnionych w rolnictwie.
W szczególności do zadań wojewódzkich ośrodków postępu rolniczego należało:
- adaptowanie i wdrażanie do produkcji rolniczej wyników prac naukowo-badawczych i osiągnięć praktyki,
- upowszechnianie nowych technologii, metod i środków produkcji oraz specjalizacji w produkcji rolniczej,
- prowadzenie wzorcowego gospodarstwa rolnego oraz ośrodków szkoleniowych,
- opracowywanie programów i planów upowszechniania wiedzy i postępu rolniczego,
- inicjowanie, organizowanie i prowadzenie poradnictwa fachowego dla rolników,
- prowadzenie zespołów przysposobienia rolniczego,
- prowadzenie informacji naukowo-technicznej i ekonomicznej oraz upowszechnianie czytelnictwa prasy i literatury fachowej.

## Struktura organizacyjna wojewódzkich ośrodków postępu rolniczego
Struktura ośrodka miała układ hierarchiczny, na czele którego stał dyrektor, któremu podlegali zastępcy dyrektora, kierownicy działów oraz kierownicy rejonów. W strukturze organizacyjnej występowały następujące działy:
- dział organizacji i technologii produkcji rolniczej z następującymi zespołami:

a. zespół produkcji roślinnej,
b. zespół produkcji zwierzęcej,
c. zespół budownictwa i mechanizacji rolnictwa,
d. zespół ekonomiki i organizacji gospodarstw rolnych.
- dział rejonowych zespołów doradztwa rolniczego.
- dział informacji naukowo-technicznej i ekonomicznej oraz wydawnictw.
- dział doświadczalnictwa terenowego.
- dział szkolenia i doskonalenia kadr.

Ośrodki funkcjonowały w oparciu o jednolite statuty ustalane centralnie oraz zbiorowe układy pracy w części dotyczącej państwowych gospodarstw rolnych.

## Reorganizacja wojewódzkich ośrodków postępu rolniczego
Uchwałą Rady Ministrów z 1981 r. dokonano reorganizacji wojewódzkich ośrodków postępu rolniczego, polegającej na wzmocnieniu kadrowym poprzez przejęcie 8,5 tys. pracowników gminnej służby rolnej i poszerzeniu zakresu oddziaływania na producentów rolnych. Wskazano na potrzebę ustalenia zadań dla specjalistek wiejskiego gospodarstwa domowego, poszerzenia zakresu i form pozaszkolnej oświaty rolniczej, a zwłaszcza udzielanie pomocy doradczej gospodarstwom specjalistycznym oraz zespołom rolników indywidualnych.

## Wynagradzanie pracowników wojewódzkich ośrodków postępu rolniczego
Regulacje prawne z 1975 r. nie rozstrzygały kwestii wynagradzania pracowników ośrodków. Uchwałą Rady Ministrów z 1981 r. ustalono zasady wynagrodzenia i premiowania służby doradczej ośrodków. W zależności od pełnionego stanowiska, stażu pracy i wykształcenia wynagrodzenie miesięczne wahało się od 3200 zł – 7500 zł oraz dodatki specjalne w wysokości od 400 zł do 1200 zł.
Ponadto każdemu pracownikowi przysługiwały następujące dodatki i premie:
- za staż pracy odpowiednio od 5–20% miesięcznego wynagrodzenia zasadniczego,
- za pracę terenową (12 dni w terenie) dodatek w wysokości 5–15% wynagrodzenia zasadniczego,
- premie roczne w wysokości nie przekraczającej dwumiesięczne wynagrodzenia zasadniczego,
- ekwiwalent pieniężny za brak korzystania z mieszkania służbowego (400 i 200 zł),
- nagrody z zakładowego funduszu nagród (8,5%),
- nagrody jubileuszowe za wieloletnią pracę (po 20 i po kolejnych 5 latach),
- ekwiwalent za odzież ochronną,
- działki gruntu o powierzchni do 0,5 ha wydzielone z Państwowego Funduszu Ziemi.

W 1985 r. weszła w życie uchwała Rady Ministrów, która zmieniała nieco dotychczasowe zasady wynagradzania. Oprócz podniesienia stawek wynagrodzenia zasadniczego od 5300 zł do 12 000 zł oraz dodatków funkcyjnych od 500 zł do 3500 zł miesięcznie, zmieniono niektóre zasady premiowania i naliczania stażu pracy:
- fundusz premiowy podniesiono do 40% wynagrodzenia zasadniczego,
- dodatek za staż pracy wzrastał o 1% za każdy rok pracy,
- podniesiono do 20% dodatek za pracę terenową,
- dodatek specjalnego zamiast dodatek funkcyjnego.

Uchwałą Rady Ministrów z 1986 r. wprowadzono stawki miesięcznego wynagrodzenia zasadniczego w wysokości 6600 zł do 18 000 zł oraz dodatków funkcyjne w wysokości od 650 zł do 4500 zł.
Uchwałą Rady Ministrów z 1987 r. stawki miesięcznego wynagrodzenia zasadniczego ustalono w wysokości od 8800 zł do 24 400 zł oraz dodatki funkcyjne od 500 zł do 5000 zł.

## Zatrudnienie w wojewódzkich ośrodkach postępu rolniczego
W 1975 r. ośrodki zatrudniały ogółem 6784 pracowników, w tym 3182 doradców i specjalistów. W 1982 r. w wyniku przejęcia części pracowników gminnej służby rolnej kadra ośrodków wzrosła do 10 420 osób, w tym 8372 osób specjalistów i doradców. W 1986 r. na jeden WOPR przypadało średnio 229 specjalistów i doradców, w tym 36 osób zatrudnionych na etatach specjalistów zakładowych, 12 osób na etatach kierowników rejonów, 145 doradców rejonowych oraz 36 specjalistek wiejskiego gospodarstwa domowego. Wykształceniem wyższym charakteryzowało się 81,4% doradców. Udział kobiet stanowił 55% ogółu zatrudnionych.
Ośrodki postępu rolniczego funkcjonowały w latach 1975–1990. W 1991 r. wojewódzkie ośrodki postępu rolniczego decyzją ministra rolnictwa i wojewodów zostały przekształcone w ośrodki doradztwa rolniczego.